# Östra Långtjärnen (Degerfors socken, Västerbotten)
Östra Långtjärnen är en sjö i Vindelns kommun i Västerbotten och ingår i Umeälvens huvudavrinningsområde.